# Hiéroglyphe égyptien S28
La bande de tissu frangée et linge, en hiéroglyphes égyptiens, est classifiée dans la section S « Couronnes, vêtements, sceptres, etc. » de la liste de Gardiner ; cet hiéroglyphe y est noté S28.

## Représentation
Il représente la combinaison d'une bande de tissu frangée (hiéroglyphe S27) prenant généralement la forme d'un plateau de senet (hiéroglyphe Y5) et d'une pièce de linge pliée (hiéroglyphe S29). Il est translittéré ḥbs ou s.

## Utilisation
| S28 | / | H | b | s | S28 |

| S28 | / | H | b | s | S28 |

C'est un déterminatif du champ lexical des vêtements et des notions liées.
C'est, en écriture cryptée, un phonogramme unilitère de valeur s.

## Exemples de mots
| i | d | mi | i | S28 |

| i | d | mi | i | S28 |

| M16 | A | p | S28 |

| M16 | A | p | S28 |

| S28 | G38 | G38 | G38 · Z2 |

| S28 | G38 | G38 | G38 · Z2 |